# Понсонби, Фредерик Кавендиш
Сэр Фредерик Кавендиш Понсонби (англ. Sir Frederick Cavendish Ponsonby; 1783—1837) — генерал-майор, британский офицер и колониальный губернатор. Член парламента в 1806—1830 годах. Второй сын 3-го графа Бессборо и Генриетты Понсонби, графини Бессборо.

## Биография

### Ранняя карьера
Фредерик Понсонби получил образование в Хэрроу, в январе 1800 года поступил на военную службу в чине корнета 10-го полка легких драгун. В июне 1800 года он был назначен лейтенантом, а 20 августа 1803 года — капитаном. В апреле 1806 года Понсонби перевелся в 60-й пехотный полк и служил в штабе герцога Бедфорда, в последующем — лорда-наместника Ирландии. 25 июня 1807 года он был повышен до майора и направлен в 23-й полк легких драгун, с которым отправился на Пиренейскую войну.
Понсонби храбро сражался при Талавере. Он получил чин подполковника 15 марта 1810 года и служил в качестве генерал-адъютанта в битвах при Буссаку и Барросе, проведя успешную атаку эскадрона 2-го полка гусар против французских драгун. 11 июня 1811 года он получил в командование 12-й полк легких драгун.
После падения Бадахоса Понсонби отличился в сражении при Вильяграсии 11 апреля 1812 года. По приказу сэра Стэплтона Коттона он задержал превосходящие силы французской кавалерии Лаллемана, пока не прибыли союзные подкрепления.
Понсонби силами 12-го полка легких драгун рассеял часть разбитой французской пехоты после битвы при Саламанке и был ранен во время продвижения к Бургосу. В Витории его полк стал частью армии, которая под руководством сэра Томаса Грэма заблокировала французское отступление к Байонне.

### Кампания при Ватерлоо
В битве при Ватерлоо 12-й полк легких драгун Понсонби и 16-й полк легких драгун приняли участие в атаке 2-й кавалерийской бригады, которой командовал его троюродный брат, Уильям Понсонби.
Понсонби был ранен в обе руки, лошадь под ним пала, а в спину он получил удар пикой, после чего лежал раненый на поле боя. Французские мародеры ограбили его, пока он лежал беспомощный на земле. К счастью для Понсонби, майор французской императорской гвардии де Лосса нашел его и отнесся к нему доброжелательно, дал ему немного бренди и обещал вызвать помощь. Наконец, к ночи Понсонби был обнаружен солдатами 40-го пехотного полка. Полевой хирург сумел зашить семь ран и остановить кровотечение. Понсонби был направлен для лечения под наблюдение своей сестры Леди Каролины Лэм.

### Поздняя карьера
Понсонби ушел с военной службы 26 августа 1820 года и был назначен инспектором британских войск на Ионических островах. 27 мая 1825 года он получил чин генерал-майора и был назначен командиром войск на Ионических островах. В следующем году, 22 декабря 1826 года, он был назначен губернатором Мальты и оставался на этой должности в течение восьми с половиной лет. Он встретился с бароном де Лосса, своим спасителем при Ватерлоо, в 1827 году во время своего пребывания на Мальте. В 1828 году Понсонби стал кавалером Ордена Бани и Ордена Святого Михаила и Святого Георгия. Он оставил губернаторскую должность в мае 1835 года (формально оставался губернатором до 30 сентября 1836 года) и был назначен полковником 86-го пехотного полка 4 декабря 1835 года. 31 марта 1836 года он был переведен в 1-й Королевский драгунский полк.
Понсонби внезапно умер в гостинице рядом с Бейсингстоком 11 января 1837 года.

## Семья
16 марта 1825 года Понсонби женился на леди Эмили Шарлотте (ум. 1877), дочери Генри Батерста, 3-го графа Батерста. У них было три сына и три дочери:
- Генри Фредерик (1825—1895), офицер и политик,
- Артур Эдвард Валетт (3 декабря 1827 — 16 июня 1868), подполковник,
- Джорджина Мелита Мария (16 февраля 1829 — 18 февраля 1895),
- Гарриет Джулия Фрэнсис (27 октября 1830 — 30 июня 1906),
- Селина Барбара Вильгельмина (20 января 1835 — 22 июля 1919),
- Фредерик Джон Понсонби (21 марта 1837 — 3 февраля 1894), принял духовный сан.

## Награды
- Был награждён многими наградами, среди которых российский орден Святого Георгия 4-й степени (№ 3012; 6 августа 1815), а также орден Бани, Орден Святого Михаила и Святого Георгия, Королевский Гвельфский орден и другие.